# Długie drogi
Długie drogi – jedenasty album grupy Fanatic, wydany w 1997 roku przez firmę Blue Star na płycie i kasecie. Materiał ten utrzymany jest w stylistyce eurodance, mając już niewiele wspólnego z wcześniej prezentowanym przez grupę nurtem disco polo. Do tytułowego nagrania powstał teledysk, który był prezentowany w programie Disco Relax na antenie TV Polsat.

## Lista utworów
1. Długie drogi (muz. i sł. Sławomir Osuchowski)
2. Nie mów nic (muz. i sł. Sławomir Osuchowski)
3. Pragnę Ciebie (muz. i sł. Leszek Nowakowski)
4. Zwykły dzień (muz. i sł. Jerzy Ślubowski)
5. Moja muzyko (feat. 3 Star) (muz. i sł. Leszek Nowakowski)
6. Zabawy czas (muz. i sł. Sławomir Osuchowski)
7. Dyskoteka trwa (feat. Gizmo) (muz. i sł. Jerzy Ślubowski)
8. Dziki zwierz (muz. i sł. Jerzy Ślubowski)
9. Proste słowa (muz. i sł. Leszek Nowakowski)
10. Zakochany chłopak (muz. i sł. Sławomir Osuchowski)
11. Cofnij zły czas (muz. i sł. Sławomir Osuchowski)